# Хейден, Френсис Сеймур
Сэр Френсис Сеймур Хейден (англ. Francis Seymour Haden; 16 сентября 1818, Лондон — 1 июня 1910) — английский художник, график, врач и меценат. Внёс особый вклад в развитие графического искусства.

## Жизнь и творчество
Ф. С. Хейден родился в семье известного врача и любителя музыки Чарльза Томаса Хейдена. Молодой Хейден учился в лондонском Университетском колледже, а затем в Сорбонне, где в 1840 году получил диплом врача. В 1842 году он становится членом британской коллегии врачей и начинает свою врачебную практику. В 1843 и 1844 годах Хаден с друзьями совершает поездки по Италии, где делает пейзажные зарисовки. Будучи художником-самоучкой, он особое внимание уделяет графическому искусству (в 1845—1846 годах), изучает гравюры Дюрера, Рембрандта, Лукаса Лейденского. Хейден, много занимаясь творчеством Рембрандта и хронологией его работ, пишет и публикует два научных труда о его графике — The Etched Work of Rembrandt critically reconsidered (1877) и Etched Work of Rembrandt True und False (1895).
В 1847 году Ф. С. Хейден вступает в брак с Деборой Делайн Уистлер, сестрой художника Джеймса МакНейла Уистлера. Хейден вызвал интерес у Уистлера к графическому искусству, и в течение некоторого времени оба художника работали вместе над серией гравюр, изображавших виды Темзы — для чего Хейден приобрёл и установил у себя в доме на Слоан-стрит печатный станок. Однако затем между Уистлером и Хейденом произошла ссора и их совместная работа прекратилась. Усилия же Хейдена по пропаганде графического искусства увенчались основанием в 1880 году Королевского общества художников-графиков. Кроме него, среди основателей общества были Альфонс Легрос, Джеймс Тиссо, Мансель Льюис, Губерт фон Геркомер, Роберт Макбет и Хейвуд Харди. Хейден же в течение многих последующих лет был его президентом.
Кроме изучения старых мастеров и пропаганды гравюры в Англии, Ф. С. Хейден создал немало замечательных графических работ, одной из лучших среди которых является Breaking Up Of The Agamemnon, изображающая спуск на воду крупного парохода. В поздние годы творчества художник всё чаше, помимо гравирования и травления, использует глубокую печать. Рисовал также углём. Излюбленной темой работ Ф. С. Хейдена было изображение природы и растений.

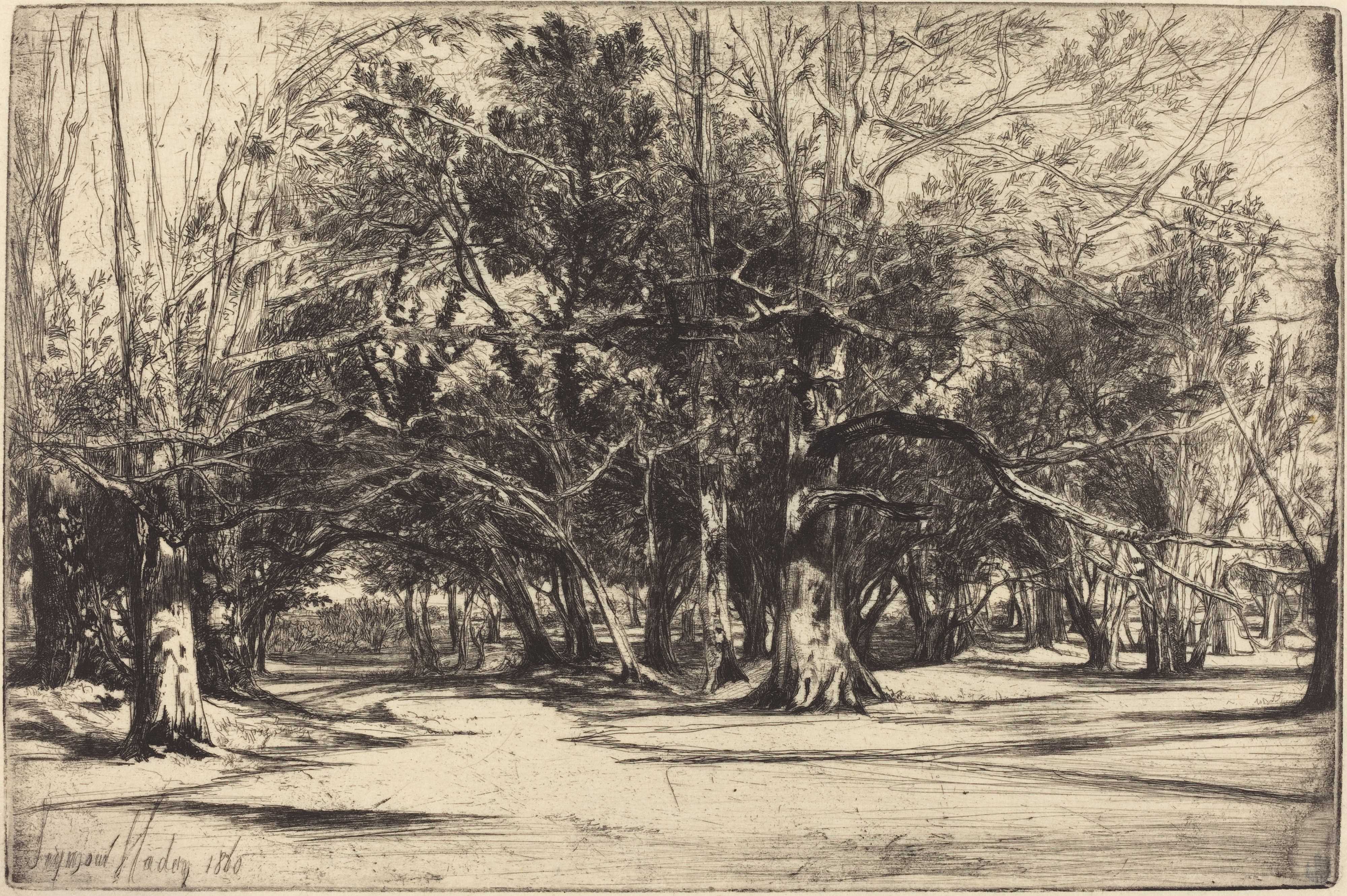
Френсис Сеймур Хейден. Ландшафт Типперэри, 1860

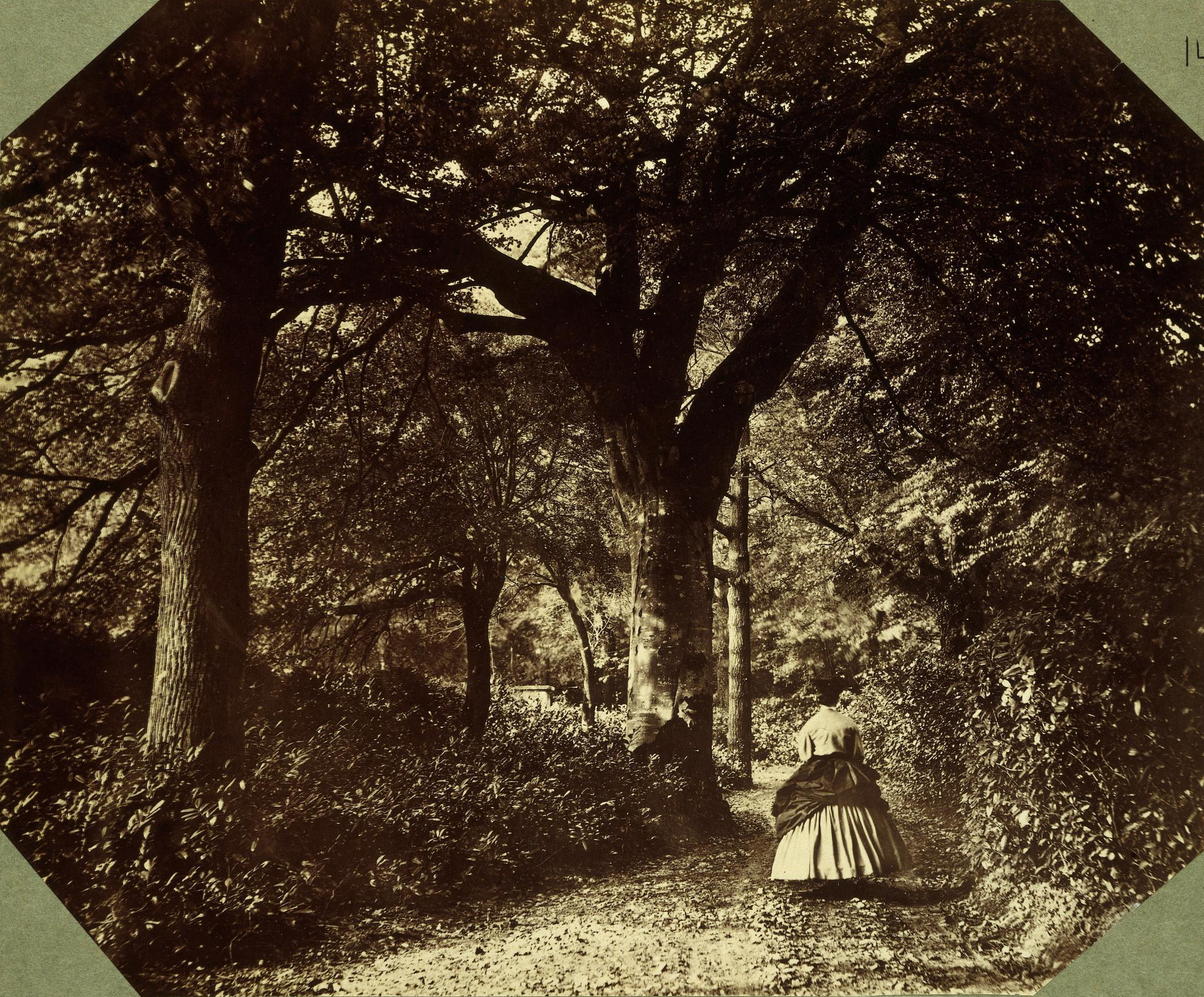
Клементина Гаварден. Поместье Дандрам, 1859—1864

Историк фотоискусства Вирджиния Додье отмечала, что некоторые из самых известных гравюр Хейдена (пейзажи поместья Дандрам), чрезвычайно близки фотографиям леди Клементины Гаварден, супругу которой принадлежало это поместье. Додье предполагала, что дружба Хейдена с Гаварденами, вероятно, установилась после того, как он стал принимать роды Клементины с 1860 года. Именно с этого времени он начал писать пейзажи на пленэре. Леди Гаварден и Хейден, по предположению исследовательницы, могли даже работать вместе. Кроме пейзажных композиций со снимков леди Гаварден Хейден также напрямую заимствовал сцены из её фотографий дочерей для создания жанровых картин (редких в его творчестве). То, что он не называл источник своего вдохновения, Вирджиния Додье связывала с желанием Хейдена считаться инициатором возрождения британской гравюры.

## Заслуги
За своё творчество художник был многократно отмечен на британских и международных выставках. Он был обладателем «Гран-при» на парижских Всемирных выставках в 1889 и в 1900 годах; был членом Французского института, парижской Академии изящных искусств и Общества французских художников. В 1894 году Ф. С. Хейден был возведён в рыцарское звание.

## Галерея

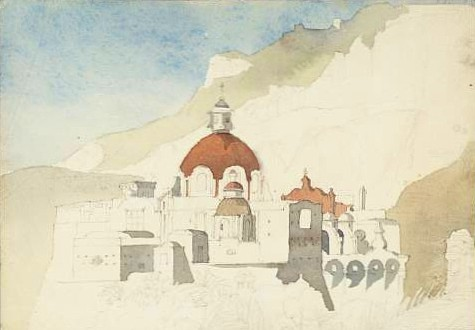
Церковь у скалы
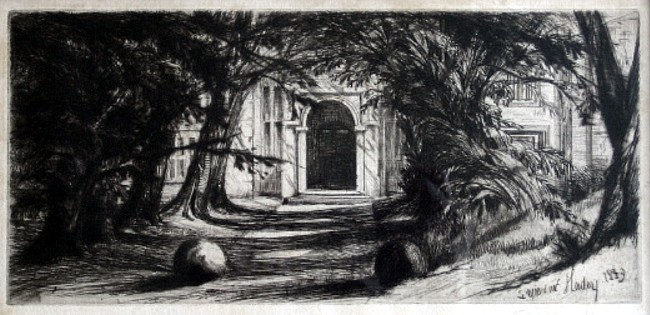
Мейтон Холл (1859)
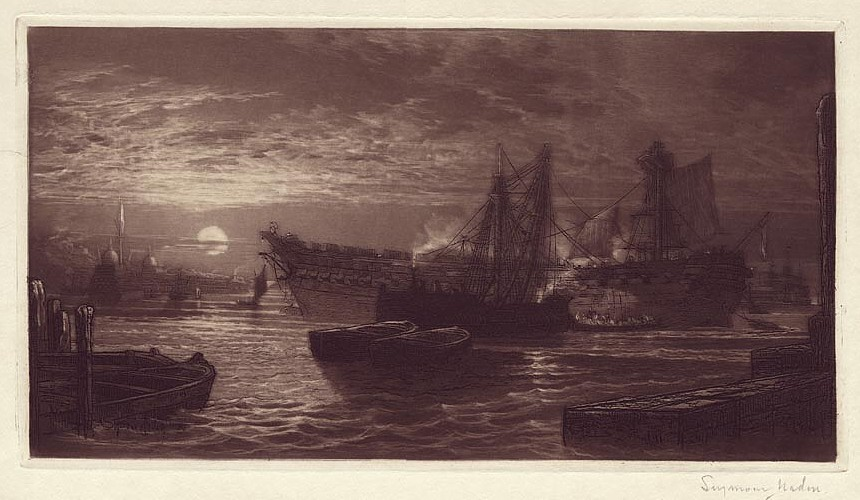
Спуск «Агамемнона» (1880)
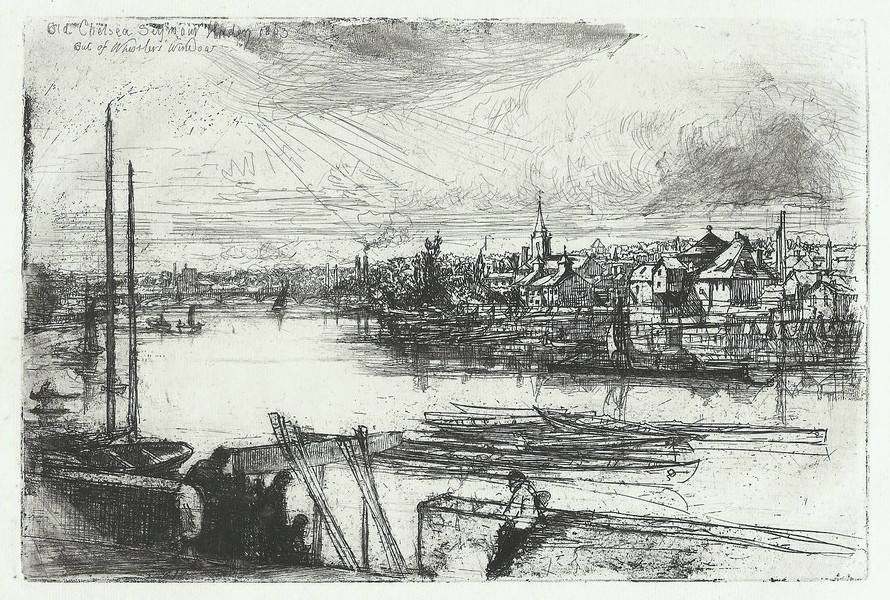
Старый Челси (1867)
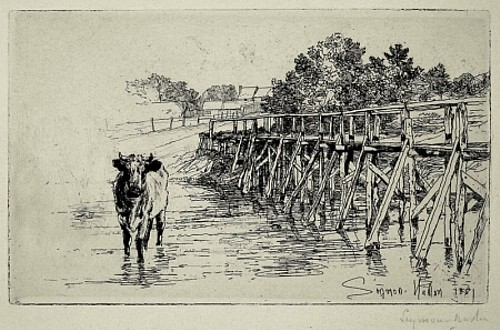
Сельская переправа (1881)
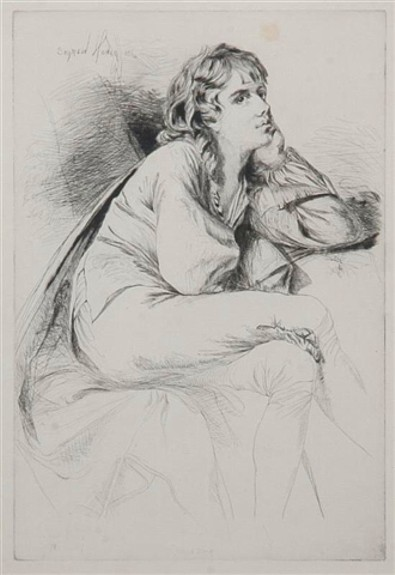
Томас Хейден (1864)
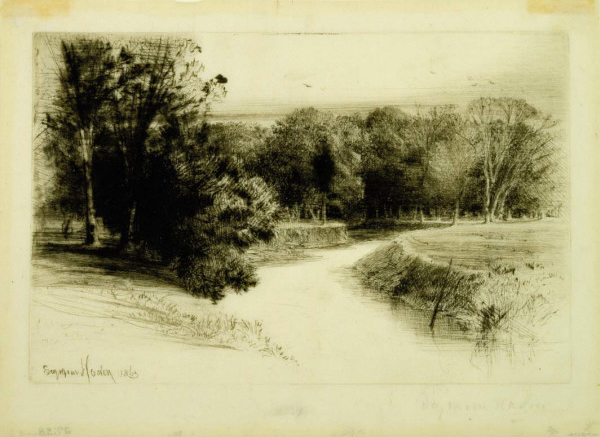
Закат в Ирландии
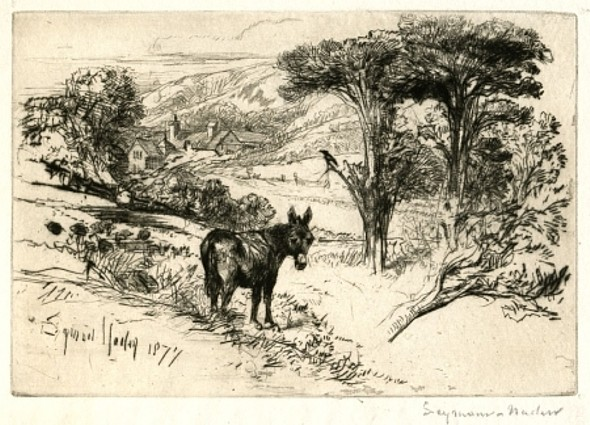
Ферма (1877)
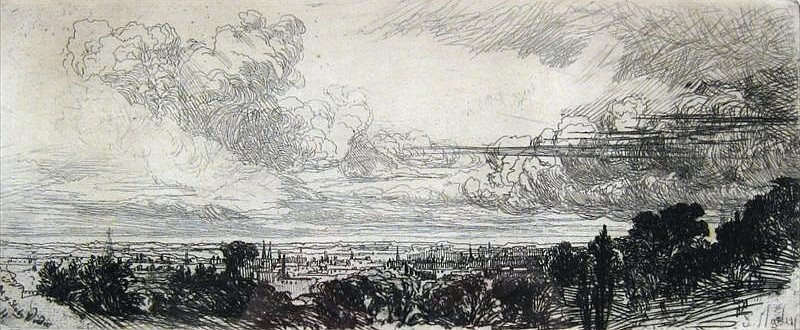
Вид из окна
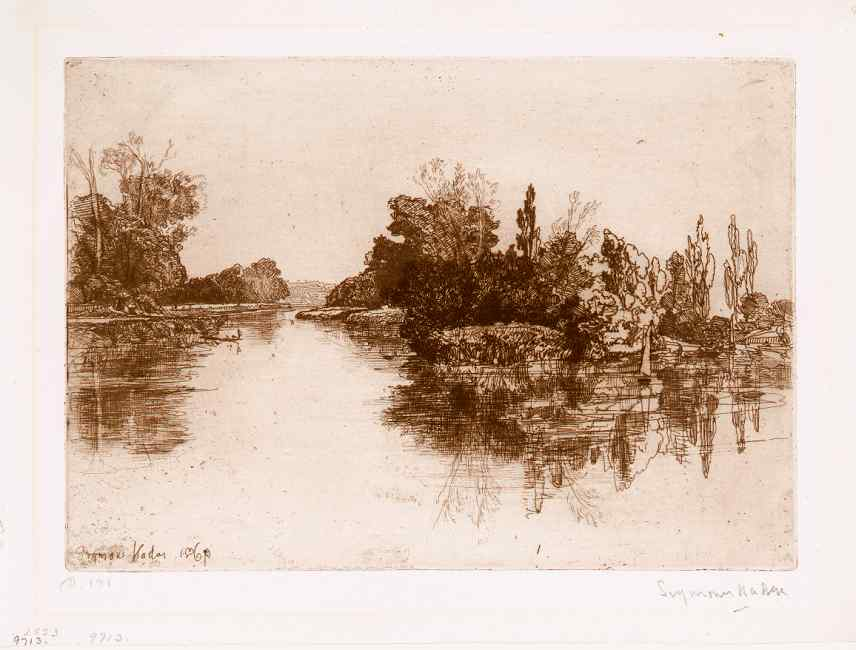
Остров на нижней Темзе (1869)
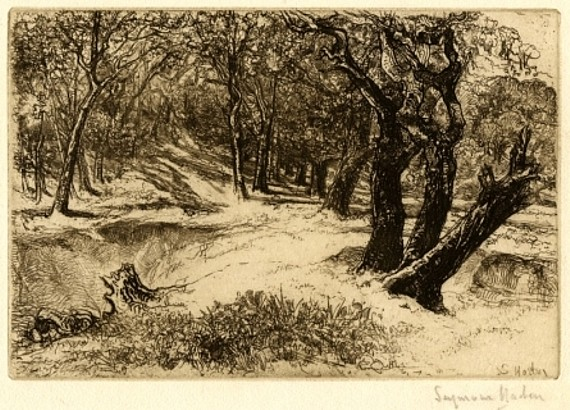
Три сестры (1868)
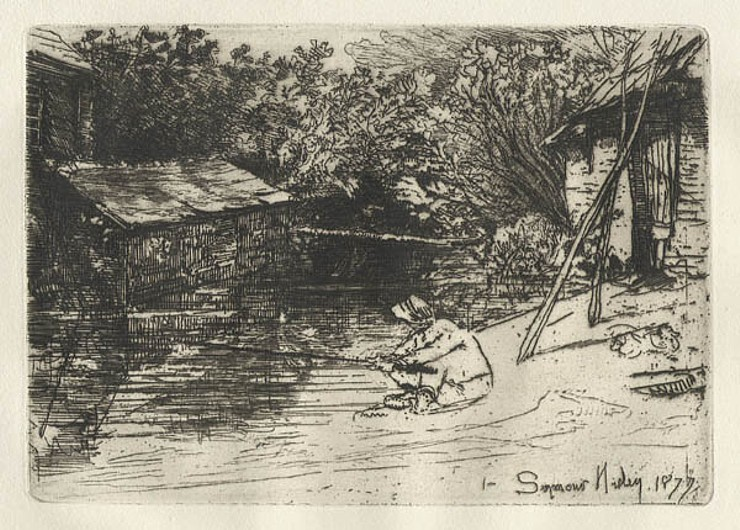
Опытный рыболов (1877)